# ويليام هارفي (سياسي)
ويليام هارفي هو سياسي كندي، ولد في 3 أبريل 1821، وتوفي في 14 يونيو 1874. حزبياً، نشط في الحزب الليبرالي الكندي. وقد انتخب عضو مجلس العموم الكندي.